# Goi, Rode, Goi!
Goi, Rode, Goi! (ruski:  Гой, Роде, Гой!, "Pozdrav, Rode, pozdrav!") peti je studijski album ruskog pagan metal sastava Arkona. Diskografska kuća Napalm Records objavila ga je 28. listopada 2009. godine.
Na albumu se pojavljuje mnogo gostujućih pjevača i glazbenika, a pogotovo na skladbi "Na Moyey Zemle", na kojoj sudjeluju pjevači iz skupina Månegarm (iz Švedske), Obtest (iz Litve), Menhir (iz Njemačke), Skyforger (iz Latvije) i Heidevolk (iz Nizozemske). Svaki od njih pjeva na svojem materinjem jeziku i utjelovljuje lik ratnika iz tih područja koji putniku opisuje svoju domovinu.
Taj je uradak jedan od rijetkih izdanja skupine koji je bio objavljen na gramofonskoj ploči u ograničenoj nakladi od 500 primjeraka. U usporedbi s inačicom albuma na CD-u pjesme "Pritcha" i "Na Moey Zemle" na gramofonskoj su ploči zamijenile mjesta.

## Popis pjesama
Tekstovi: Masha "Scream", osim na pjesmi "Na moey zemle", koju je napisala s članovima grupa Månegarm, Obtest, Menhir, Skyforger i Heidevolk, glazba: Masha "Scream", osim na pjesmi "Korochun", koju je skladao Vladimir "Volk".
| 1.    | »Goi, Rode, Goi!« (Гой, Роде, Гой!)                       | Pozdrav, Rode, pozdrav!       | 6:15  |
| 2.    | »Tropoiu nevedannoi« (Тропою неведанной)                  | Na nepoznatom putu            | 6:24  |
| 3.    | »Nevidal« (Невидаль)                                      | Čudo                          | 4:40  |
| 4.    | »Na moey zemle« (На моей земле)                           | U mojoj zemlji                | 15:09 |
| 5.    | »Pritcha« (Притча)                                        | Priča                         | 0:55  |
| 6.    | »V tsepiakh drevney tainy« (В цепях древней тайны)        | U lancima drevne tajne        | 6:24  |
| 7.    | »Yarilo« (Ярило)                                          | Jarilo                        | 2:31  |
| 8.    | »Liki bessmertnykh bogov« (Лики бессмертных богов)        | Lica besmrtnih bogova         | 5:18  |
| 9.    | »Kolo Navi« (Коло Нави)                                   | Navovo kolo                   | 4:17  |
| 10.   | »Korochun« (Корочун; instrumental)                        | Koročun                       | 2:12  |
| 11.   | »Pamiat« (Память)                                         | Sjećanje                      | 5:46  |
| 12.   | »Kupalets« (Купалец)                                      | Kupalec                       | 2:52  |
| 13.   | »Arkona« (Аркона)                                         | Arkona                        | 6:37  |
| 14.   | »Nebo hmuroe tuchi mrachniye« (Небо хмурое, тучи мрачные) | Zlovoljno nebo, mračni oblaci | 10:27 |
| 79:47 |                                                           |                               |       |

## Recenzije
Album je dobio pozitivne međunarodne kritike. About.com pohvalio je spoj snažnih vokala s dubokim i dinamičnim skladbama, ali je zamijetio i uglavnom vedru atmosferu sličnu onoj finskih metal sastava kao što su Finntroll i Korpiklaani. Recenzent je opisao Arkonu kao jednu od najboljih pagan skupina.
Njemački je Sonic Seducer napisao da je ovaj album epskiji i orkestralniji, ali i zaigraniji od prethodnih uradaka. Metal Hammer pohvalio je vokalne sposobnosti pjevačice Arhipove i tradicionalne ruske melodije.
Kerrang! je napisao pozitivnu recenziju za album te u njoj istaknuo da, za razliku od mnogih izvođača u ovom podžanru, Arkonu "čine stvarni pogani koji su osnovali ovaj sastav kako bi prikazali svoj način razmišljanja. [...] Naslovna skladba i "Nevidal" odlikuju se ratničkim metalom, dok je vesela "Yarilo" poput Jolly Rogera u Turisasovom stilu koji, nažalost, traje manje od tri minute. U potpunosti je na ruskom i zbog toga je, bizarno, bolja", rekao je recenzent Steve Beebee, koji je albumu dao 3 od pet bodova.

## Zasluge
| Arkona - Masha "Scream" – vokali, klavijature, tamburin, šejker, drombulja, produkcija - Ruslan "Kniaz" – bas-gitara - Vlad "Artist" – bubnjevi - Sergey "Lazar" – drombulja (na pjesmi "Korochun"), gitara, balalajka, produkcija, miksanje, mastering Ostalo osoblje - Kris Verwimp – naslovnica - W. Smerdulak – dizajn - Yury Eremin – fotografija - Sofia Sultanova – dirigentica zbora - Alexander Kozlovskiy – dirigent gudačkog kvinteta - Jan Yrlund – urednik slika | Dodatni glazbenici - Joris "Boghtdrincker" – vokali (na pjesmi "Na moey zemle") - Mark "Splintervuyscht" – vokali (na pjesmi "Na moey zemle") - Cosmin "Hultanu" Duduc – tulnic (na pjesmi "Goi, Rode, Goi!") - Vasiliy Derevyanny – domra (na pjesmama 7 i 14) - Vetrodar – mandolina (na pjesmi "Nebo hmuroe tuchi mrachniye") - Vladimir "Volk" – gajde, frula (na pjesmi "Korochun") - Vladimir Cherepovsky – gajde, zviždaljka, sopilka, žalejka, frula, okarina - Ilya "Wolfenhirt" – zborski vokali - Alexander "Shmel" – zborski vokali - Alexander "Olen" – harmonika - Erik Grawsiö – vokali (na pjesmi "Na moey zemle") - Jan Liljeqvist – violina, flauta (na pjesmi "Na moey zemle") - Baalberith – vokali (na pjesmi "Na moey zemle") - Sadlave – vokali (na pjesmi "Na moey zemle") - Pēteris "Peter" – vokali (na pjesmi "Na moey zemle") - Edgars "Zirgs" – vokali (na pjesmi "Na moey zemle") - Kaspars Bārbals – kokle (na pjesmi "Na moey zemle") - Heiko Gerull – vokali (na pjesmi "Na moey zemle") |